# HD 169853
HD 169853，又名CD-3912626，SAO 210197、HR 6910，是一颗恒星，视星等为5.64，位于銀經355.33，銀緯-12.57，其B1900.0坐标为赤經18h 21m 32s，赤緯-39° -12.57′ 18″。